# 文桂
文桂，满洲人，清朝政治人物。
鄉試中舉。咸丰八年（1858年）至咸丰十年（1860年），擔任利川知县。